# Crómlech de Cantos Blancos

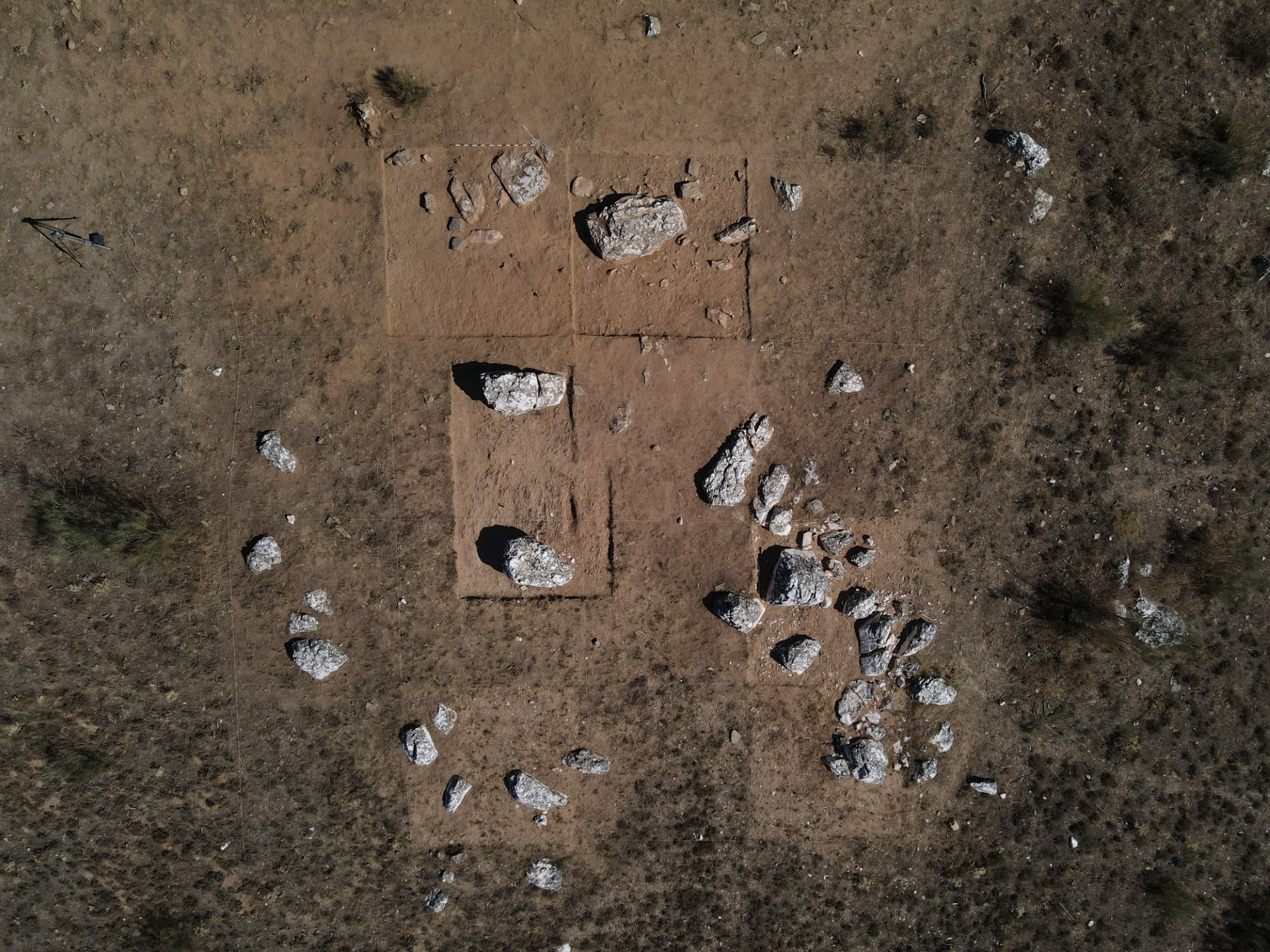
Parte central del yacimiento El Crómlech de Cantos Blancos

El Crómlech de Cantos Blancos es un yacimiento arqueológico situado en el municipio de Bernardos, en la provincia de Segovia, en Castilla y León (España). Su descubrimiento se produjo en el transcurso de una prospección arqueológica en el otoño de 2020 por parte del Equipo del Proyecto Eresma Arqueológico.
Se trata del primer crómlech encontrado en  la comunidad de Castilla y León y constituye, junto a otros hallazgos del municipio, un conjunto megalítico de primer orden. Está compuesto por una serie de recintos circulares y alineamientos de menhires y monolitos de cuarzo.
El Crómlech de Cantos Blancos es un enclave de enorme relevancia en el estudio de los lugares de agregación, que fue construido por sociedades neolíticas en torno al quinto milenio antes de Cristo. Fue a partir del quinto milenio antes de Cristo cuando se puede constatar la presencia de asentamientos neolíticos en la submeseta norte de la península ibérica. La aparición de megalitos está vinculada con el cambio que se produce en el modelo de subsistencia con la aparición de la agricultura y la ganadería durante el Neolítico. Entre los monumentos erigidos con grandes bloques de piedra destacan los dólmenes, siendo el de Santa Inés, en Bernardos, el único sepulcro de estas características excavado hasta la fecha  gracias al impulso y financiación del Ayuntamiento de Bernardos.

## Contexto geográfico
La Villa de Bernardos es un municipio situado a 39 kilómetros de la ciudad de Segovia. El río Eresma, que pertenece a la Cuenca del Duero, atraviesa el municipio. Su extensión es de 29,1 kilómetros cuadrados. 
El Crómlech de Cantos Blancos está situado en el hombro del Valle de Eresma y en confluencia con el Arroyo de Santa Inés, en el término de Bernardos. Este municipio cuenta además con otros hallazgos arqueológicos de gran relevancia como es el caso del  citado dolmen de Santa Inés, las murallas del Cerro del Castillo o los conjuntos de grabados rupestres localizados por todo el término municipal.

## Restos arqueológicos
Las campañas arqueológicas realizadas hasta la fecha revelan una meditada disposición de menhires de cuarzo formando alineamientos y recintos de planta cuadrangular, rectangular, circular y ovalada. Al pie de algunos menhires, se ha recuperado un conjunto de materiales arqueológicos idénticos a los documentados en el cercano dolmen de Santa Inés: fragmentos cerámicos elaborados a mano, además de otros objetos tallados en pizarra. La disposición de Cantos Blancos en el hombro del valle del Eresma —la autopista de la prehistoria— y en la confluencia con otra fuente de agua —el arroyo de Santa Inés— no parece casual, como tampoco lo es que, de nuevo, algún alineamiento de menhires esté orientado a Peñalara, el pico más señero de la sierra de Guadarrama.
Se intuye que Cantos Blancos es el resultado de una acumulación de diferentes fases constructivas realizadas a lo largo del tiempo por parte de las comunidades neolíticas que vivieron en el entorno. Durante el periodo posterior -el Calcolítico- hay indicios de que algunos monumentos de este tipo, como el crómlech de Los Almendros, en Évora, fueron deliberadamente destruidos derribando los menhires. La interpretación sobre este aspecto es que con la Edad del Cobre llegan importantes cambios tecnológicos y sociales, pero también ideológicos, que chocan con el primigenio significado del crómlech. En el caso de Cantos Blancos, se observa que la mayoría de los menhires están caídos sobre uno de sus costados.